# André Abegglen
André "Trello" Abegglen (7 de març 1909 – 8 de novembre 1944) fou un futbolísta suís que jugava de davanter.
Pel que fa a clubs, destacà al Grasshopper-Club Zürich, i al club francès FC Sochaux-Montbéliard. Amb el FC Sochaux, fou campió de lliga els anys 1935 i 1938, i fou màxim golejador del campionat el 1935 amb 30 gols en 28 partits. Un cop retirat, destacà la seva tasca d'entrenador al Servette FC.
També jugà amb la selecció de futbol de Suïssa, amb la qual disputà dues Copes del Món. Al Mundial de 1934 marcà un gol i al de 1938 anotà un hat trick en el partit de repetició de la primera ronda contra Alemanya, partit que guanyà Suïssa per 4-2. En total marcà 29 gols en 52 partits amb la selecció.
Va morir l'any 1944, amb només 35 anys.